# Silas Marner
Silas Marner: The Weaver of Raveloe (em português, Silas Marner: o tecelão de Raveloe) é o terceiro romance de George Eliot, pseudônimo da romancista britânica Mary Ann Evans. Publicado pela primeira vez em 1861, Silas Marner discute temas como religião, preconceito, privilégio, ambição e caráter, através da história de um tecelão de linho que adota e cuida sozinho de uma criança órfã de mãe e abandonada pelo pai.

## Enredo
O romance, ambientado no início do século XIX, conta a história de Silas Marner, um jovem tecelão de linho que leva uma vida simples. Membro de uma pequena congregação religiosa calvinista identificada como Pátio do Lampião, no norte da Inglaterra, Silas é bem visto na comunidade e, por conta de alguns apagões sem nenhum motivo aparente, correm boatos de que ele teria alguma conexão especial com Deus, mesmo que o tecelão nunca tenha narrado alguma visão especial que recebera durante esses desmaios aleatórios. A narrativa do romance dá a entender que seu melhor amigo, William Dane, invejava Silas, muitas vezes afirmando que os desmaios de seu amigo eram, na verdade, ocasionados pelo diabo. Certa vez, durante uma vigília noturna a um diácono doente de sua congregação, Silas foi acusado falsamente pelo seu melhor amigo de roubar os fundos da igreja. O tecelão, crente em sua fé, acreditava que Deus haveria de trazer a verdade à tona e provaria sua inocência, porém, ao final do processo Silas é considerado culpado do roubo e, como consequência, sua noiva Sarah o abandona e se casa com William Dane. Frustrado com a injustiça divina, de coração partido e com a sua imagem despedaçada frente aos irmãos na fé, Silas abandona o Pátio do Lampião e a sua cidade, e vai para a cidade de Raveloe onde é desconhecido, viver o resto de seus dias de forma solitária.
Silas se instala em uma área rural na localidade de Raveloe, em Warwickshire, e procura manter o mínimo de contato social com seus habitantes, apenas quando necessário e em função do seu ofício. A partir de então, os dias de Marner vão ser empenhados em um único objetivo: comercializar o fruto do seu trabalho para a obtenção de moedas de ouro.
Durante uma noite de forte nevoeiro, Dunstan Cass, um dos filhos do Squire Cass, maior proprietário de terras da região de Raveloe, vai roubar todo o ouro acumulado pelo tecelão e que estava escondido em uma sacola de couro sob as tábuas do chão do seu pequeno casebre. Silas, então, recorre aos moradores da cidade e relata o sumiço do seu tesouro, porém, embora com a ajuda de seus vizinhos que passam a investigar o trágico ocorrido, Silas se entrega ainda mais ao desespero e à escuridão em que vivia.

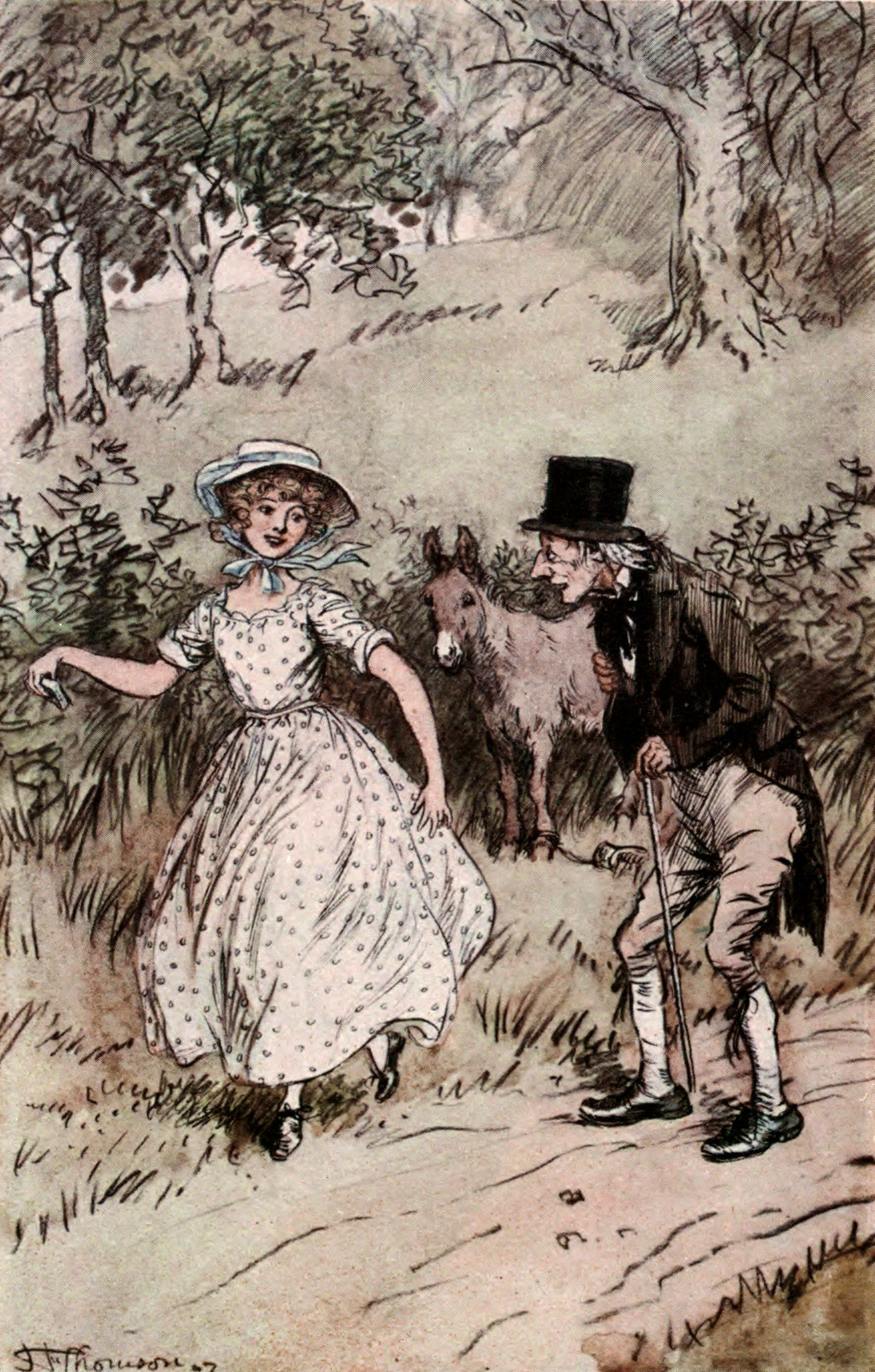
Ilustração de Eppie e Silas por Hugh Thomson, 1907.

Ao mesmo tempo em que narra a tragédia que ocorre na vida do tecelão, o romance também discorre sobre alguns eventos em torno da família Cass e que irão se unir ao enredo principal posteriormente. Godfrey Cass, filho mais velho do Squire, um típico modelo de bom rapaz, trabalhador, bonito e rico, é apaixonado pela bela Nancy Lammeter, uma jovem moça de classe média e que expressa as principais características atreladas à mulher vitoriana: "bem-comportada", obediente e delicada. Porém, Godfrey possui um segredo que o impede de avançar em sua relação com Nancy: ele já é casado com uma mulher chamada Molly Farren. Molly, além de já possuir uma filha com Godfrey, foi abandonada pelo marido e deixada à sua própria sorte para trabalhar e sustentar a si mesma e à sua filha. Certa noite, às vésperas do ano novo, Molly, que por conta de sua vida infeliz também era viciada em ópio, parte em direção à casa de Godfrey com a filha nos braços para confrontá-lo e anunciar a todos a sua condição de esposa do filho do Squire. No meio do caminho, já exausta e também sob o uso de ópio, Molly deita na neve e desmaia. Sua filha, então, atraída pela luz da lareira de Silas, caminha sozinha e entra na casa do tecelão sem ser vista por ele. Silas, quase cego e debilitado por conta dos problemas físicos causados pelo esforço repetitivo de seu trabalho, percebe a menina em frente à lareira confundindo-a com seu ouro desaparecido. Ao olhar mais de perto e ao reconhecer a figura da criança, o tecelão parte em busca dos pais da menina seguindo seus rastros deixados na neve. Ao encontrar a mãe da criança à beira do caminho já morta, Silas segue até a casa do Squire Cass e solicita ajuda. Godfrey, que vai até o encontro do corpo de Molly, decide não contar sua relação com a mãe da menina e nem assume a sua condição de pai; no momento, a morte de Molly lhe era conveniente e solucionaria seus problemas a fim de que pudesse se casar com Nancy.
Dezesseis anos depois, Eppie e Silas se tornam inseparáveis e são muito queridos na cidade. A partir da chegada de Eppie, Silas Marner encontra novamente a alegria de viver e já não se esquiva do contato social com seus vizinhos. Enquanto isso, embora Nancy e Godfrey possuam, aparentemente, um casamento perfeito, internamente eles sofrem pela falta de filhos do casal. Certo dia, Dunstan Cass, que após o roubo do ouro de Silas se encontrava desaparecido, é achado no fundo de uma pedreira próxima à casa do tecelão, tendo ao seu lado, a sacola de couro onde estava o tesouro perdido. Após a notícia sobre Dunstan ser o ladrão procurado pelos moradores de Raveloe ser revelada, o ouro de Silas é devolvido e, Godfrey, sentindo-se mal pelo acontecido, confessa seus segredos à Nancy. Após sua esposa demonstrar compreensão de seus erros passados e arrependido de ter escondido a paternidade de Eppie, Godfrey vai à casa de Silas junto de sua esposa e oferece ao tecelão o reconhecimento público da paternidade da moça, além da possibilidade de que, ele e Nancy, passassem a criá-la para que pudesse desfrutar de uma boa vida.  Eppie, que ao longo dos anos desenvolvera uma forte relação de afeto com o pai adotivo, recusa a oferta do pai biológico com educação e afirma que não saberia como ter felicidade sem Silas.
Por fim, Silas retorna ao Pátio do Lampião para mostrar sua antiga vida à Eppie, porém, o local já não era o mesmo. Sua antiga casa e congregação dera lugar a uma grande fábrica e ninguém parece saber o que aconteceu com seus antigos conterrâneos. O tecelão se conforma com a ideia de talvez nunca souber o que de fato acontecera e volta à Raveloe, onde agora leva uma vida feliz ao lado de sua filha e dos amigos que fizera. Ao final da história, Eppie se casa Aaron, um amigo de infância filho de Dolly Winthrop. Ambos vão morar juntos na casa de Silas, agora reformada, como é da vontade de Eppie de nunca se separar de seu amado pai.

## Personagens

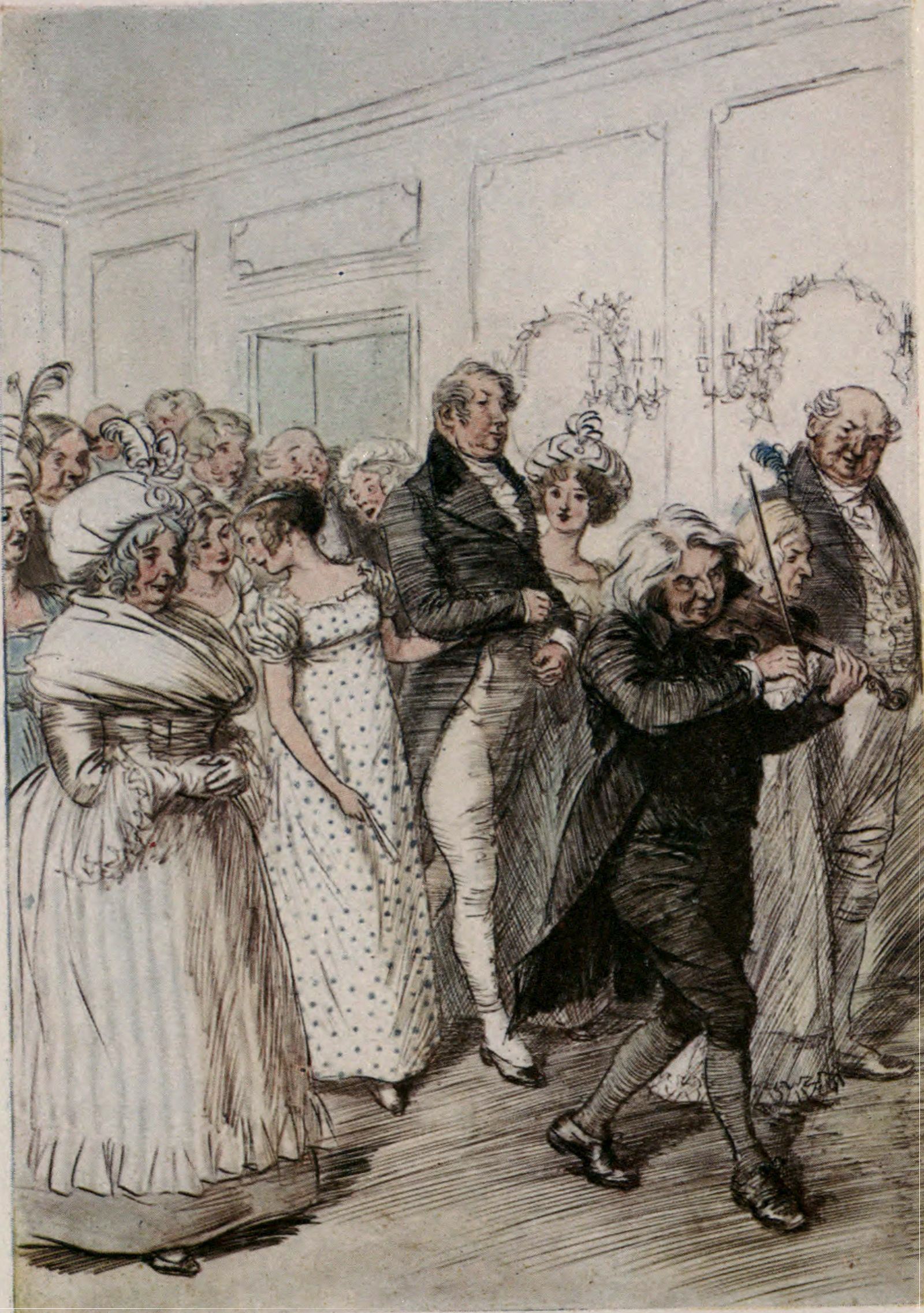
Ilustração da festa às vésperas do ano novo na residência do Squire Cass por Hugh Thomson, 1907.

### Personagens principais
- Silas Marner: protagonista do romance, é um tecelão de linho que foi traído por seu melhor amigo no Pátio do Lampião, local congregacional de uma comunidade religiosa calvinista. Ao se mudar para a cidade de Raveloe, apega-se ao ouro fruto do seu trabalho e evita quaisquer relações sociais com seus vizinhos, restringindo-se à uma vida solitária e pacata. Reencontra a felicidade ao encontrar e adotar uma pequena menina órfã chamada Eppie (filha de Godfrey Cass).
- Eppie (Hephizibah): filha biológica de Molly Farren e Godfrey Cass, é adotada e criada por um tecelão de linho chamado Silas após a morte de sua mãe e o abandono de seu pai. Adotada com cerca de dois anos de idade, Eppie desenvolve um grande laço de amor com Silas e posteriormente vai negar os cuidados do pai biológico afirmando não poder se separar do pai de criação.
- Squire Cass: grande proprietário de terras na cidade de Raveloe, Senhor da Casa Vermelha e anfitrião da festa acontecida na noite da véspera de ano novo em que Silas vai encontrar Eppie.
- Godfrey Cass: filho mais velho do Squire, é um homem bem visto na cidade de Raveloe. Casado secretamente com Molly Farren, mulher que abandonara e, pai biológico de Eppie, é interessado em Nancy Lammeter, uma jovem de família igualmente abastada e que mais tarde se tornará sua esposa.
- Dunstan Cass: segundo filho do Squire, é o autor do roubo do tesouro de Silas e que posteriormente, após anos desaparecido, vai ser encontrado morto em um poço.
- Molly Farren: primeira esposa (secreta) de Godfrey e mãe de Eppie, é uma mulher pobre e viciada em ópio que foi abandonada pelo marido. Morre na noite em que tencionava revelar sua condição de esposa do filho mais velho do Squire, o que vai ocasionar a ida de Eppie à casa de Silas.
- Nancy Lammeter: jovem do interesse de Godfrey, Nancy representa a figura da moça bem-comportada, doce e delicada, características idealizadas para a mulher vitoriana.
- Dolly Winthrop: mãe de Aaron e esposa de Ben, é uma vizinha de Silas que vai auxiliá-lo na criação de Eppie e na sua reinserção à sociedade.
- Aaron Winthrop: filho de Dolly, é amigo de infância de Eppie e que mais tarde, irá casar-se com ela.
- William Dane: melhor amigo de Silas no Pátio do Lampião, é o autor da falsa acusação de roubo endereçada à Silas e que fará o tecelão abandonar seu lar e ir viver de forma reclusa e solitária em Raveloe.Ilustração do cena final do livro por Hugh Thomson, 1907.

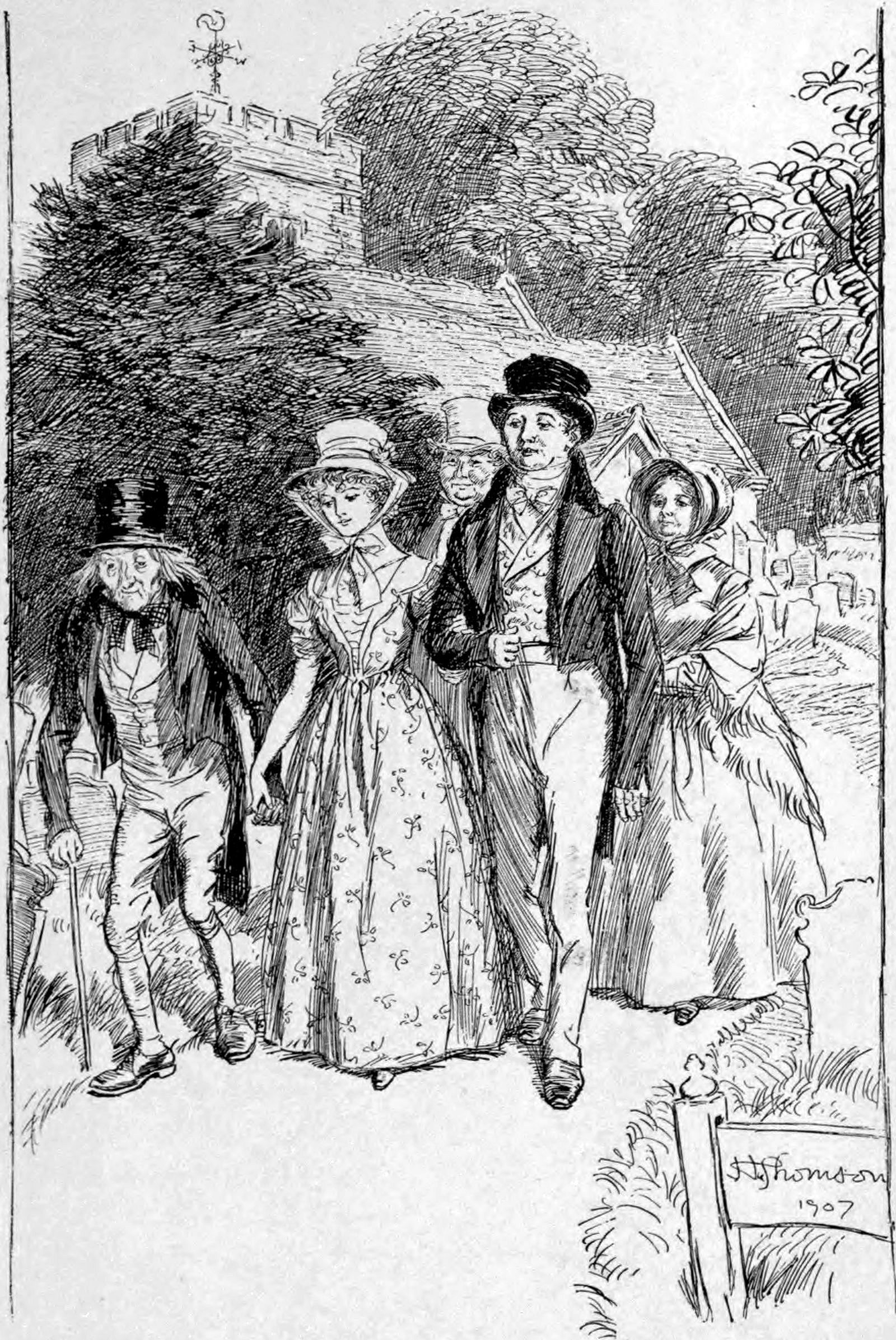
Ilustração do cena final do livro por Hugh Thomson, 1907.

- Sarah: noiva de Silas no Pátio do Lampião que, por conta da acusação de roubo por William Dane, vai abandonar Silas e casar-se com seu melhor amigo traidor.

### Personagens secundários
- Priscilla Lammeter: irmã mais velha e solteira de Nancy Lammeter, é o oposto de sua irmã e afirma nunca querer se casar.
- Ben Winthrop: marido de Dolly Winthrop, personagem praticamente ausente no romance.
- Sr. Snell: proprietário do Rainbow, taverna de Raveloe.
- Sr. Macey: senhor idoso e funcionário da igreja local de Raveloe.
- Solomon Macey: violinista irmão do Sr. Macey.
- Sr Crackenthorpe: juiz de paz de Raveloe.
- Bob Lundy: açougueiro de Raveloe.
- John Dowlas: ferreiro de Raveloe.
- Jem Rodney: caçador local de Raveloe e primeiro suspeito de roubo do dinheiro de Silas.
- Sra. Kimble: irmã do Squire Cass e esposa do médico de Raveloe.
- Dr. Kimble: médico de Raveloe que vai ao encontro do corpo de Molly quando Silas pede ajuda.
- Bob Cass: filho mais novo do Squire.

## Tema

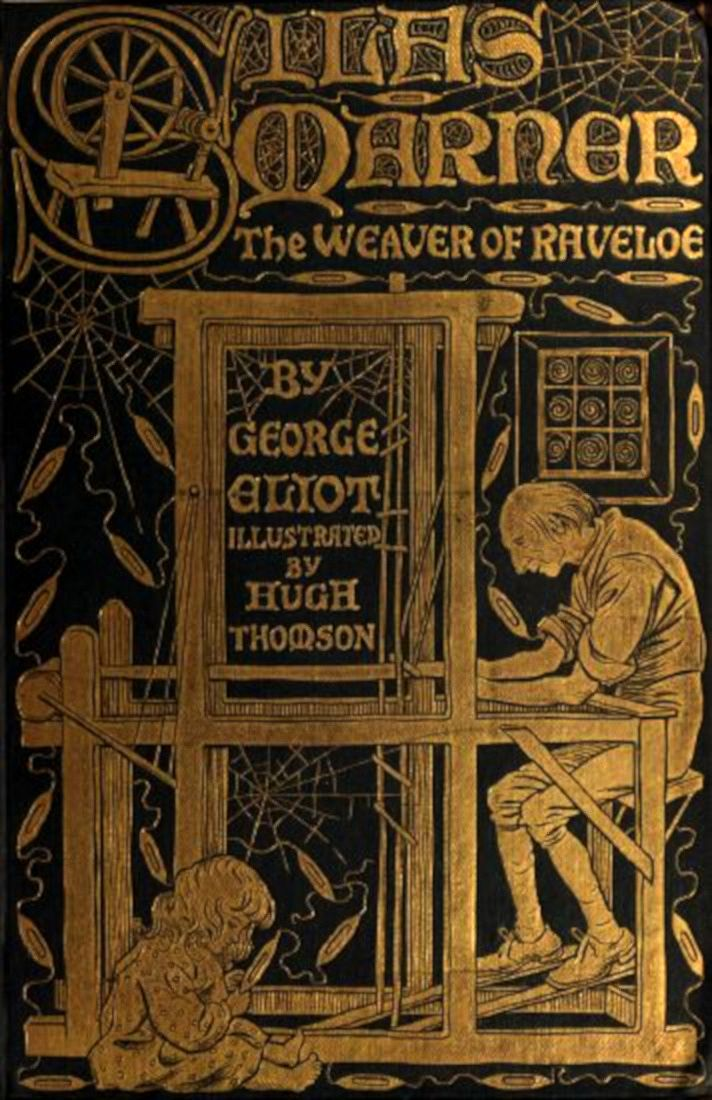
Ilustração do livro Silas Marner por Hugh Thomson, 1907.

Como em outras obras de George Eliot, Silas Marner se desenvolve sob o conceito de parentalidade através da história da vida de um tecelão de linho que encontra e adota uma menina órfã de mãe e abandonada pelo pai, desenvolvendo laços de afeto e construindo uma família não baseada em laços consanguíneos.
Geoge Eliot desenvolve o personagem principal, Silas Marner, como um homem que exerce algumas funções atreladas ao gênero feminino na Inglaterra vitoriana. Além de ser um tecelão de linho, profissão geralmente associada às mulheres que tinham a possibilidade de exercer um ofício dentro de suas residências, Silas Marner também exerce o papel tradicional de mãe na criação de sua filha adotiva Eppie na ausência da mãe biológica da criança ou de alguma outra mulher. Neste sentido, o romance levanta discussões acerca do papel do homem na criação dos filhos, assim como problematiza temas em torno da legitimidade parental com temas como abandono e outros assuntos. Silas Marner questiona os papéis de gênero propagados pelos valores vitorianos e que atribuem apenas às mulheres as funções de criação e educação dos filhos, e descreve pais adotivos como provedores de afeto, educação e amor, para além da função de provedor da família. Também a idealização do desejo maternal como obrigatoriamente presente no gênero feminino é questionada na obra a partir de personagens como Molly Farren, que se entrega ao vício do ópio e acaba por deixar sua filha Eppie de apenas dois anos desemparada em uma noite fria, e Priscila Lammenter, uma mulher de classe média que não anseia pelo destino atrelado às mulheres europeias do século XIX, o de se casar e de ter filhos. Além disso, o romance também apresenta novas configurações familiares legítimas e que fogem aos ideais familiares idealizados pela Europa no século XIX.
Outro aspecto importante da obra é a problematização em torno dos problemas ocasionados pela mecanização do trabalho e a crítica às desigualdades sociais. O protagonista do romance é um homem de origem humilde e pertencente à classe trabalhadora que, por conta do esforço repetitivo provocado pelos longos anos tecendo linho, começa a sofrer com dificuldades físicas como a gradual perda de visão, a descoloração e a perda de cabelo, a corcundice da coluna e a perda de peso. Ao mesmo tempo, a mãe biológica de Eppie, também pertencente à classe trabalhadora, para aguentar as tristezas e dificuldades provenientes do excesso de trabalho e do abandono de seu marido, encontra no ópio uma fuga dos seus problemas e morre vítima de seu vício. Com as descrições de personagens destoantes dos códigos de conduta moralizantes do século XIX e também dos personagens que mostram uma extrema rigidez a esses modelos, George Eliot critica a miséria em que vivia a classe trabalhadora, ao mesmo tempo em que as classes abastadas não sofriam gozavam com mais do que necessitavam para sobreviver e que nada faziam para merecer essa abundância.
O romance Silas Marner idealiza a parentalidade como uma relação de não dominação, onde a figura dos pais e responsáveis não é tomar decisões nos lugares de seus filhos mas sim, de transmitir amor. Além disso, a obra questiona os papéis de gênero idealizados pela sociedade inglesa do século XIX e problematiza estereótipos em torno dos códigos de conduta da sociedade vitoriana. Por fim, George Eliot também discute a legitimidade das configurações familiares tradicionais e apresenta modelos não convencionais fortalecidos pelos laços de amor e de carinho entre indivíduos sem vínculos biológicos, ao mesmo tempo em que mostra a situação deplorável em que vivia a classe trabalhadora e denuncia o desperdício da classe dominante.

## Adaptações
Em 1954, Silas Marner é inspiração para o filme Bangaru Papa do diretor indiano Bommireddy Narasimha Reddy e que considerou o filme como a sua melhor produção cinematográfica. Em 1985, o romance foi adaptado para o cinema pelo diretor inglês Giles Foster e contou com a participação de atores como Ben Kingsley, Jenny Agutter e Patsy Kensit. Em 1994, o romance também foi inspiração para o filme Uma virada do destino dirigido por Gillies MacKinnon, e que conta a história de um marceneiro solitário, interpretado por Steve Martin, que reencontra sua felicidade ao adotar uma pequena menina que fora abandonada em sua porta. Já em 2003, Silas Marner é adaptado para a televisão no 22° e último episódio da quarta temporada de Os Simpsons, sob o nome Moe Baby Blues, exibido pela Fox e dirigido por Lauren MacMullan, que narra a história da construção de um forte vínculo entre Maggie Simpson e Moe Szyslak após um episódio de salvação da menina e que gera um grande desconforto ao seu pai Homer Simpson.

## Traduções no Brasil
O livro Silas Marner foi traduzido e adaptado para o português do Brasil pela primeira vez em 1973 pela editora Clube do Livro, por Aristides Barbosa e Henrique J. Delfim. A publicação fazia parte do esforço da editora em produzir livros com um bom custo-benefício para seus associados que recebiam livros mensalmente em suas residências. O romance só foi traduzido novamente para o Brasil em 2017 pela editora José Olympio através da tradução de Julia Romeo.